# Jürgen Matthäus
Jürgen Matthäus (* 1959 in Dortmund) ist ein deutscher Historiker und Leiter der Forschungsabteilung des United States Holocaust Memorial Museum.
Matthäus absolvierte nach dem Abitur ein Studium der Geschichte und Philosophie an der Universität Bochum, das er 1986 mit dem akademischen Grad Magister artium abschloss. In Bochum wurde er 1992 zum Dr. phil. promoviert. Danach war er als Senior Historian im australischen Justizministerium in Sydney beschäftigt.
Seit 1994 ist er am United States Holocaust Memorial Museum tätig, wo er derzeit als Direktor die Forschungsabteilung am Jack, Joseph and Morton Mandel Center for Advanced Holocaust Studies des United States Holocaust Memorial Museum in Washington, DC. leitet. Er nahm diverse Gastprofessuren in den USA, Australien und in Deutschland wahr. Er gehört u. a. dem Internationalen Beirat der Stiftung Topographie des Terrors an. Matthäus ist Autor, Herausgeber und Bearbeiter von Fachpublikationen zum Themenbereich Holocaust.

## Schriften, Herausgeberschaften, Bearbeitungen (Auswahl)
- Nationsbildung in Australien von den Anfängen weisser Besiedlung bis zum Ersten Weltkrieg (1788–1914) (= Europäische Hochschulschriften. Reihe 3: Geschichte und ihre Hilfswissenschaften. Band 571), Lang, Frankfurt am Main/Berlin/Bern/New York/Paris/Wien 1993 (Zugleich: Dissertation, Ruhr-Universität Bochum 1992).
- Bearb.: Totenkopf und Zebrakleid. Ein Berliner Jude in Auschwitz. Erwin R. Tichauer. Mit einem Nachwort versehen, Metropol, Berlin 2000 (= Bibliothek der Erinnerung. Band 5).
- Christopher Browning: Die Entfesselung der „Endlösung“. Nationalsozialistische Judenpolitik 1939–1942. Mit einem Beitrag von Jürgen Matthäus, Propyläen, Berlin 2003 (Originaltitel: The origins of the final solution).
- Ausbildungsziel Judenmord? „Weltanschauliche Erziehung“ von SS, Polizei und Waffen-SS im Rahmen der „Endlösung“, Fischer-Taschenbuch-Verlag, Frankfurt am Main 2003.
- Hrsg. mit Klaus-Michael Mallmann: Deutsche, Juden, Völkermord. Der Holocaust als Geschichte und Gegenwart, WBG, Darmstadt 2006.
- Einsatzgruppen in Polen. Darstellung und Dokumentation (= Veröffentlichungen der Forschungsstelle Ludwigsburg der Universität Stuttgart. Band 12), Wissenschaftliche Buchgesellschaft, Stuttgart 2008, ISBN 978-3-534-21353-5 (mit Klaus-Michael Mallmann und Jochen Böhler).
- Hrsg.: Approaching an Auschwitz survivor. Holocaust testimony and its transformations, Oxford Univ. Press, Oxford; New York, NY 2009 (= The Oxford oral history series).
- Hrsg. mit Klaus-Michael Mallmann, Andrej Angrick und Martin Cüppers: Die „Ereignismeldungen UdSSR“ 1941. Dokumente der Einsatzgruppen in der Sowjetunion, Wissenschaftliche Buchgesellschaft, Darmstadt 2011, ISBN 978-3-534-24468-3.
- Hrsg. mit Martin Cüppers und Andrej Angrick: Naziverbrechen. Täter, Taten, Bewältigungsversuche, WBG Wissenschaftliche Buchgesellschaft, Darmstadt 2013.